# Abisara fylla
Abisara fylla är en fjärilsart som beskrevs av John Obadiah Westwood 1851. Abisara fylla ingår i släktet Abisara och familjen Riodinidae. Inga underarter finns listade i Catalogue of Life.

## Bildgalleri

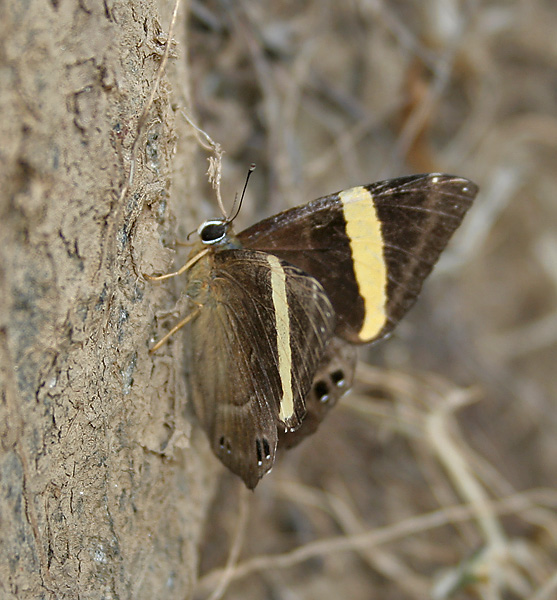
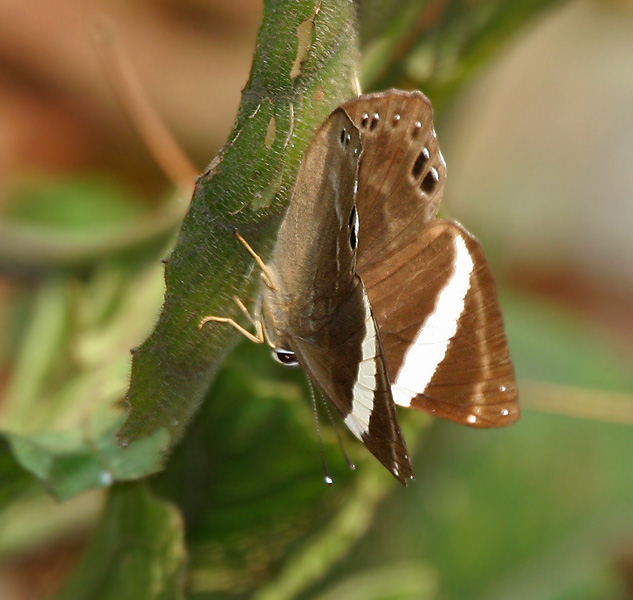
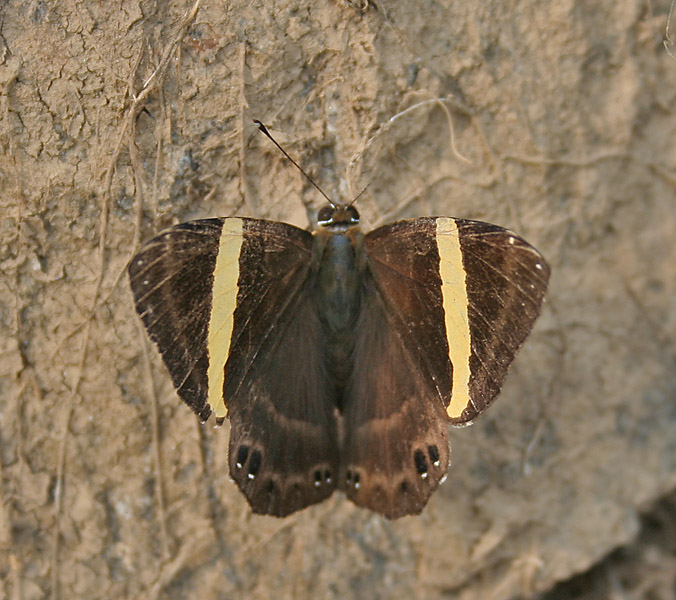
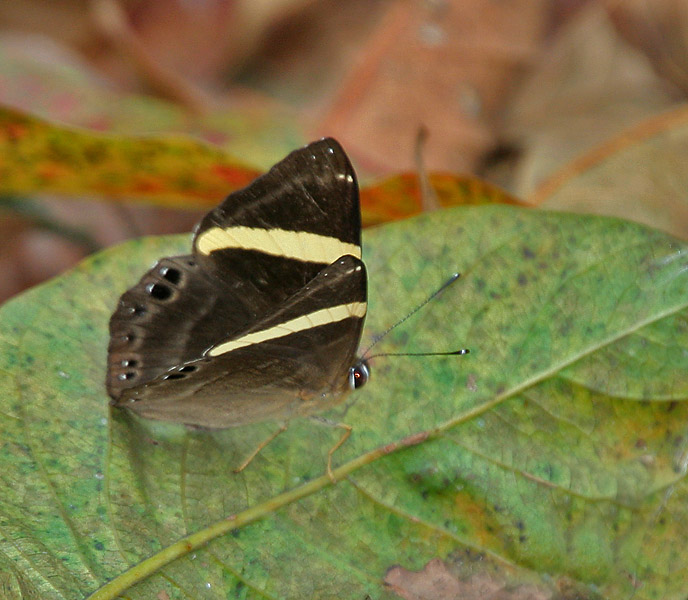
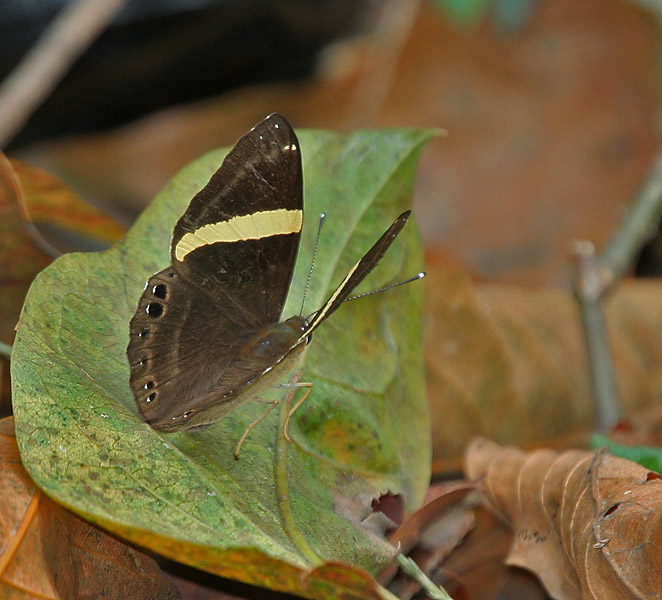
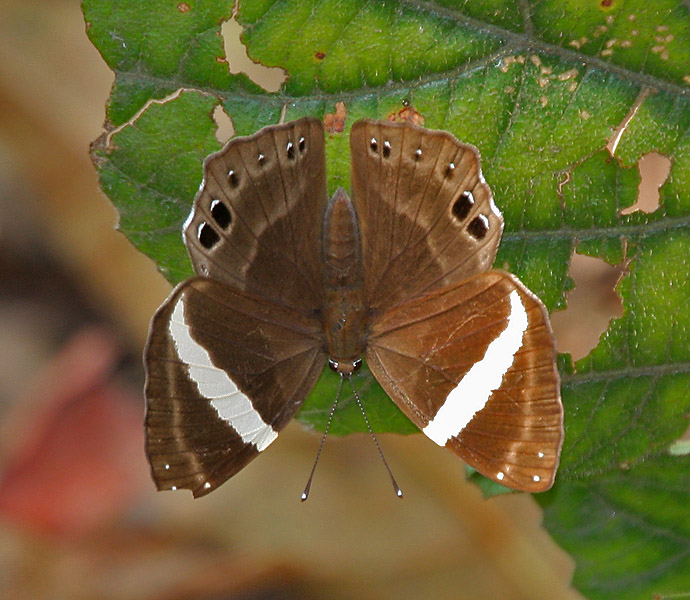